# Futbol'nyj Klub Epicentr
Il Futbol'nyj Klub Epicentr (in ucraino Футбольний клуб Епіцентр? è una società calcistica ucraina con sede nella città di Kam"janec'-Podil's'kyj. Milita nella Prem"jer-liha, la massima serie del campionato ucraino di calcio. È di proprietà di Epicentr K, azienda del settore della grande distribuzione.

## Storia
Fondata nel 1960 nella città di Dunaïvci, nel suo primo anno di vita è arrivata terza nel campionato della regione di Chmel'nyc'kyj.
Nel 1992, a seguito del crollo dell'Unione Sovietica, ha preso parte ai campionati regionali ucraini. Nel 1994 ha vinto il campionato regionale di Chmel'nyc'kyj.
Il club, cambiando diverse volte denominazione, ha partecipato quasi sempre ai campionati amatoriali ucraini fino al 2020, quando ha ottenuto lo status di club professionistico. L'anno precedente era stato acquisito da Oleksandr Hereha, uno dei proprietari dell'azienda Epicentr K. Prende così parte alla Druha Liha 2020-2021, arrivando quarta nel suo girone.
Nel 2021, complici le numerose defezioni causate dall'invasione russa dell'Ucraina del 2022, il club viene ammesso al campionato di seconda serie. Alla vigilia della sua prima partecipazione alla serie cadetta ucraina, la società cambia sede, spostandosi da Dunaïvci a Kam"janec'-Podil's'kyj.

## Stadio
Fino al 2022, la squadra ha giocato le sue gare interne allo stadio Kolos di Dunaïvci.
A partire dal 2022, quando la società ha cambiato la sua sede legale, l'Epicentr disputa le sue gare intere al Hrihorij Tonkočejev di Kam"janec'-Podil's'kyj.

## Cronistoria del nome
- 1960: Fondato come Kolhospnyk Dunaïvci
- 1991: Rinominata in Tekstylnyk Dunaïvci
- 1992: Rinominata in ernava Dunaïvci
- 1993: Rinominata in Nyva-Tekstylnyk
- 2007: Rinominata in INAPiK Dunaïvci
- 2009: Rinominata in Verest-INAPiK Dunaïvci
- 2014: Rinominata in Dunaïvci
- 2019: Rinominata in Epicentr

## Organico

### Rosa 2022-2023
| N. |                    | Ruolo | Calciatore           |
| -- | ------------------ | ----- | -------------------- |
| 4  | Ucraina (bandiera) | D     | Volodymyr Senytsya   |
| 6  | Ucraina (bandiera) | D     | Vitaliy Kuziv        |
| 7  | Ucraina (bandiera) | C     | Roman Kuziv          |
| 8  | Ucraina (bandiera) | C     | Taras Plis           |
| 9  | Ucraina (bandiera) | A     | Ruslan Ivashko       |
| 10 | Ucraina (bandiera) | C     | Andriy Bezhenar      |
| 11 | Ucraina (bandiera) | C     | Rostyslav Morozov    |
| 15 | Ucraina (bandiera) | C     | Adrian Pukanyč       |
| 18 | Ucraina (bandiera) | C     | Oleksiy Shpak        |
| 22 | Ucraina (bandiera) | C     | Vladyslav Kravchenko |
| 25 | Ucraina (bandiera) | C     | Andriy Lyashenko     |
| 26 | Ucraina (bandiera) | C     | Mykola Buy           |
| 30 | Brasile (bandiera) | A     | Claudinei            |
| 33 | Ucraina (bandiera) | D     | Oleh Nychyporenko    |
| 44 | Ucraina (bandiera) | D     | Yevhen Zakharchenko  |

| N. |                    | Ruolo | Calciatore          |
| -- | ------------------ | ----- | ------------------- |
| 79 | Ucraina (bandiera) | P     | Volodymyr Kotelba   |
| 80 | Ucraina (bandiera) | C     | Arsen Kryvobedryi   |
| 88 | Ucraina (bandiera) | C     | Oleksandr Kitsak    |
| 77 | Ucraina (bandiera) | A     | Alisher Yakubov     |
|    | Ucraina (bandiera) | P     | Serhiy Chernobay    |
|    | Ucraina (bandiera) | P     | Roman Zhmurko       |
|    | Ucraina (bandiera) | D     | Yevheniy Shevchenko |
|    | Ucraina (bandiera) | D     | Oleksandr Zhmuyda   |
|    | Ucraina (bandiera) | C     | Oleksandr Chepelyuk |
|    | Ucraina (bandiera) | C     | Yuriy Hlushchuk     |
|    | Ucraina (bandiera) | C     | Kyrylo Kostenko     |
|    | Ucraina (bandiera) | A     | Ruslan Buryak       |
|    | Ucraina (bandiera) | A     | Taras Puchkovskyi   |
|    | Ucraina (bandiera) | A     | Serhiy Sten         |
|    | Ucraina (bandiera) | D     | Serhiy Ratsa        |

## Palmarès

### Competizioni nazionali
- Perša Liha: 1

2024-2025